# Patrick Bevin
Pour les articles homonymes, voir Bevin.
Patrick Bevin, aussi appelé Paddy Bevin (né le 15 février ou le 2 mai 1991 à Taupo) est un coureur cycliste néo-zélandais. Spécialiste du contre-la-montre, il est double champion de Nouvelle-Zélande de la spécialité en 2016 et 2019.

## Biographie

### Carrière chez les amateurs (2009-2015)
En 2009, Patrick Bevin est membre de l'équipe de Nouvelle-Zélande Bici Vida. Il remporte deux étapes du Tour of Southland et devient champion d'Océanie sur route juniors (catégorie des 17-18 ans). Il est désigné en fin de saison « cycliste sur route junior néo-zélandais de l'année ». Par la suite, Bevin déménage aux États-Unis et court brièvement pour l'équipe de développement Rubicon-Orbea, avec de bons résultats qui le font remarquer par Bissell, une équipe américaine de niveau continental. Bevin roule pour Bissell jusqu'à la disparition de l'équipe à la fin de la saison 2013. Pendant ce temps, il remporte plusieurs critériums et la Bucks County Classic en 2012. 
Tout au long de la saison 2014, il court au sein de l'équipe australienne Search2retain-Health.com.au, avec qui, il gagne le National Capital Tour, ce qui lui permet de signer un contrat avec Avanti Racing pour 2015. En 2014, il roule également  pour l'équipe nationale de Nouvelle-Zélande lors de l'An Post Rás, où il s'adjuge deux étapes et le classement par points et mené temporairement le classement général.
En 2015, au sein de l'équipe Avanti, Bevin termine troisième du championnat de Nouvelle-Zélande du contre-la-montre et sixième de la course en ligne. Après avoir terminé treizième de la Cadel Evans Great Ocean Road Race, il participe au Herald Sun Tour. Dans cette course, il se classe à trois reprises dans le top 10 et remporte la dernière étape (sa première victoire au niveau professionnel). Il est deuxième du classement final, onze secondes derrière Cameron Meyer. La course suivante à son programme est la prochaine course était REV Classic en Nouvelle-Zélande. À domicile, dans cette classique récemment promue en catégorie 1.2., il s'impose dans un sprint à trois. Il se rend ensuite à Taiwan pour prendre part au Tour de Taïwan. Sur la deuxième étape, il gagne en haut d'une côte devant Hossein Askari et prend la tête de l'épreuve,. Il se classe finalement quatrième du classement général et remporte le classement par points, après avoir terminé dans le top 10 de quatre des cinq étapes. Au Tour de Corée, il s'adjuge au sprint la quatrième étape devant Caleb Ewan et finit deuxième à cinq reprises. Il est également deuxième du général et du classement par points.

### Carrière professionnelle

#### 2016-2017: Cannondale-Drapac
En août 2015, Patrick Bevin signe un contrat de deux ans à partir de 2016 avec l'équipe WorldTour américaine Cannondale. Jonathan Vaughters, le manager de l'équipe le décrit comme « un coureur qui semble tout avoir ». Il commence sa saison avec des bons résultats, puisqu'en janvier il devient champion de Nouvelle-Zélande du contre-la-montre et se classe dixième du Tour Down Under, sa première course World Tour. En février, il découvre les courses en Europe de l'Ouest et termine dixième du Tour du Haut-Var, puis troisième du prologue de Paris-Nice.
Discret jusqu'au mois d'août, le Néo-Zélandais échoue à la troisième place d'une étape du Tour de Burgos. Vainqueur du contre-la-montre par équipes inaugural du Tour de République Tchèque, il termine l'épreuve en cinquième position. Malheureusement pour lui, il doit conclure sa saison sur deux abandons : l'un lors de son premier grand tour, la Vuelta, et l'autre à l'Eneco Tour.
En 2017, la machine est plus longue à se mettre en route. Il faut attendre le mois de mai pour voir Patrick Bevin aux premiers plans. C'est sur le Tour de Norvège qu'il s'illustre, en terminant sixième du classement final. Au Tour de Suisse, il manque la victoire lors de la deuxième étape, battu par Philippe Gilbert. Au mois de juillet, il termine sa première course de trois semaines : le Tour de France, où il contribue à la seconde place de son leader Rigoberto Urán. 
Après avoir participé aux championnats du monde de Bergen, l'équipe BMC annonce avoir signé Patrick Bevin pour la saison 2018. Ce dernier sera un atout supplémentaire pour la formation américaine dont le contre-la-montre par équipes est une spécialité. 

#### 2018: BMC puis CCC

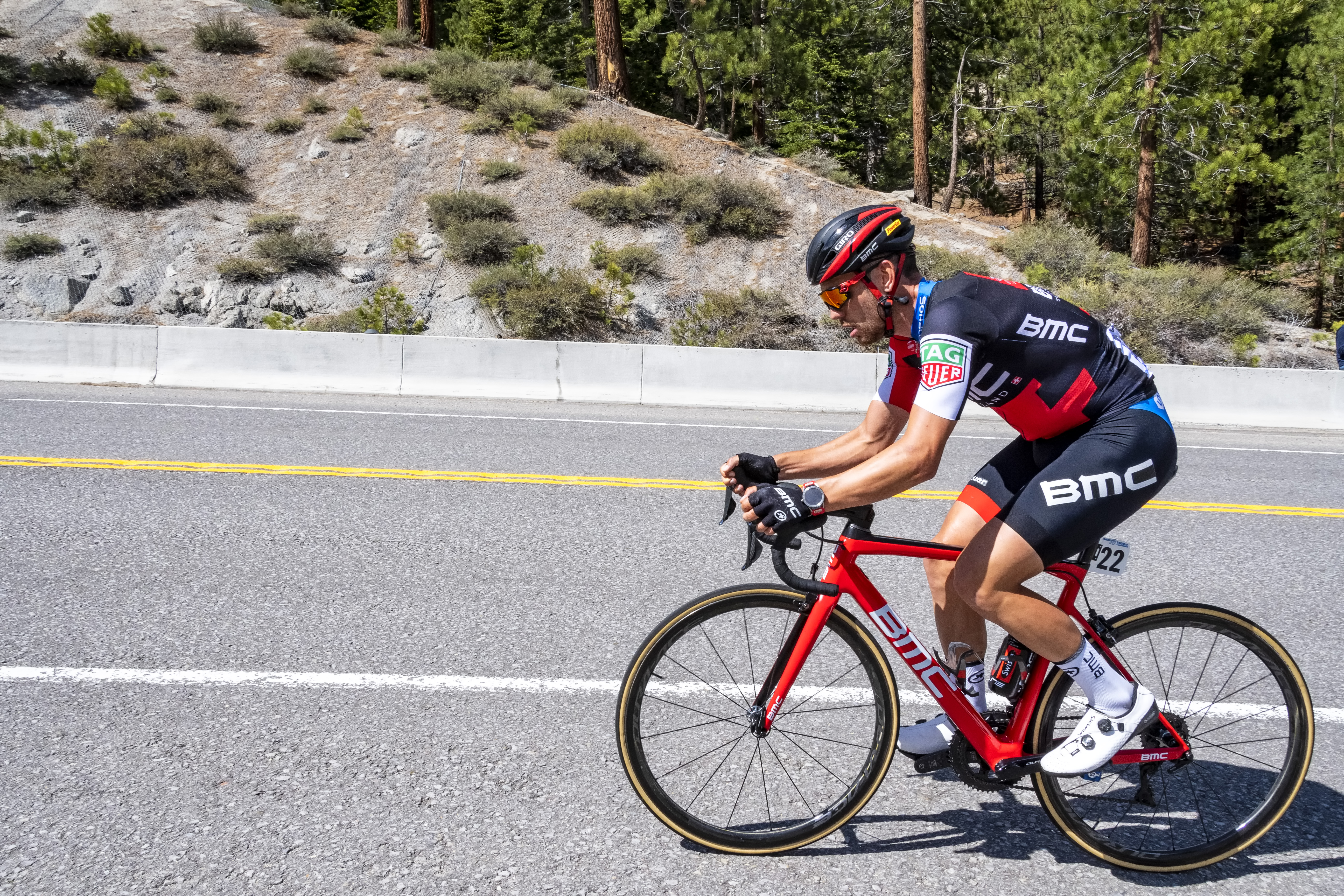
Patrick Bevin au Tour de Californie 2018.

En janvier 2018, Patrick Bevin accompagne son nouveau leader Richie Porte sur le Tour Down Under. Fin février, il décroche son premier « top 10 » de la saison, à l'occasion de l'étape de contre-la-montre du Tour d'Abou Dabi, remportée par Rohan Dennis. Lors de la première étape de Tirreno-Adriatico, il contribue à la victoire collective de BMC sur le contre-la-montre par équipes. Le lendemain, il se classe cinquième de l'étape, réglée au sprint par Marcel Kittel. Début avril, il continue de se rapprocher de la victoire, avec une seconde place lors de l'étape chronométrée du Tour du Pays basque. Il échoue cette fois à neuf secondes du vainqueur Primož Roglič. En juillet, il participe à nouveau du Tour de France et remporte avec BMC le contre-la-montre par équipes de la 3e étape. Aux mondiaux, il est médaillé de bronze du contre-la-montre par équipes et huitième du contre-la-montre individuel.

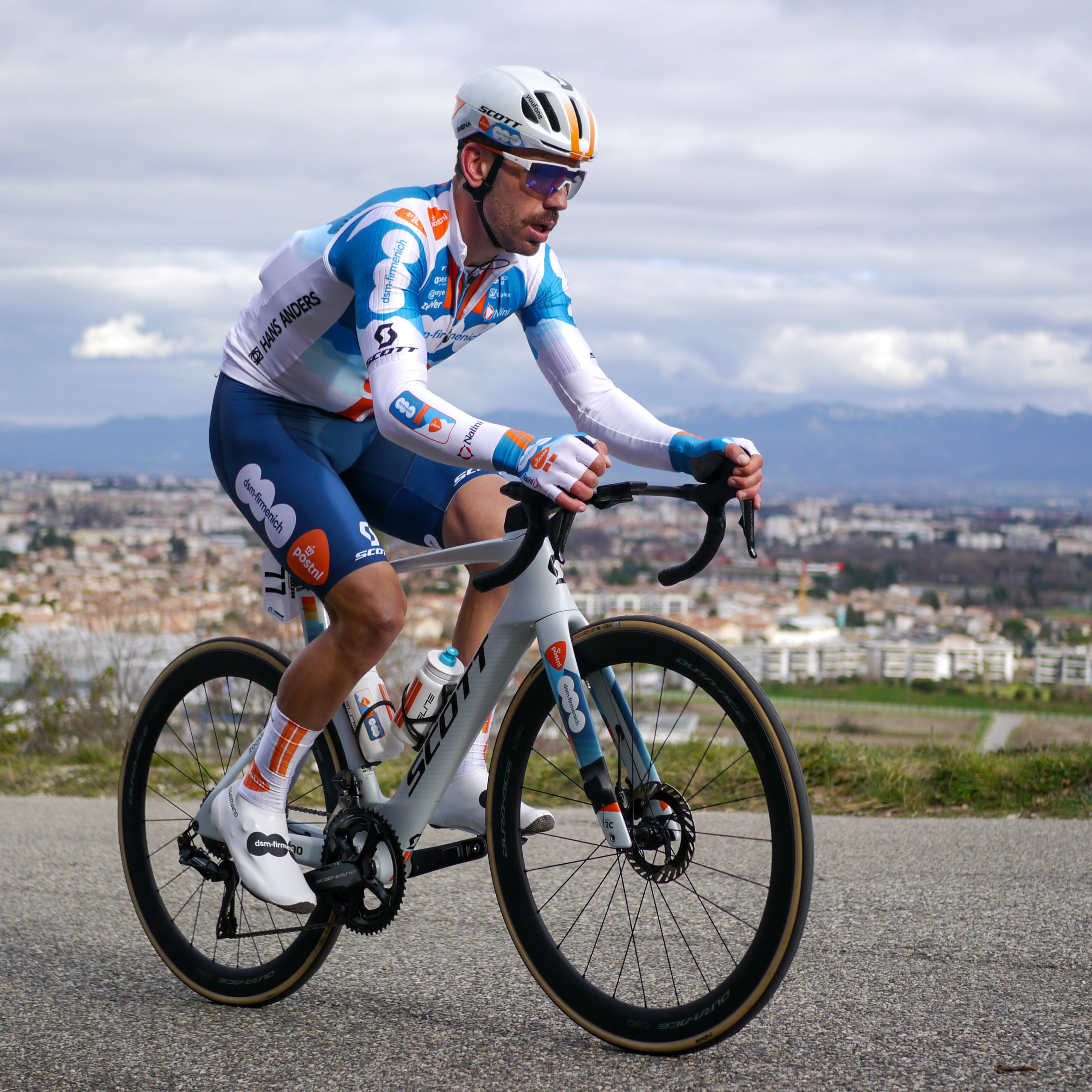
Patrick Bevin à l'Ardèche Classic 2024.

En début d'année 2019, il apporte à son équipe, renommée CCC, sa première victoire de l'année en décrochant un deuxième titre de champion de Nouvelle-Zélande du contre-la-montre. La semaine suivante au Tour Down Under, il est échappé lors de la première étape puis s'impose le lendemain au sprint dans un final perturbé par une chute. Il prend la tête de la course jusqu'à la cinquième et avant-dernière étape, où il chute en même temps que d'autres coureurs à dix kilomètres de l'arrivée. Il parvient à terminer l'étape avec le peloton, mais doit être emmené à l'hôpital. Il prend le départ de la dernière étape où il perd six minutes, mais remporte le classement par points. En juillet, à nouveau malchanceux, il est victime de chutes lors des troisième et quatrième étapes du Tour de France. Souffrant de deux côtes fracturées, il est non partant lors de la sixième étape. Il participe en fin de saison au Tour d'Espagne, où il prend la deuxième place du contre-la-montre de la 10e étape à 25 secondes de Primož Roglič, futur vainqueur de l'épreuve. Il ne prend pas le départ de la 15e étape en raison d’une petite fracture de la hanche droite à la suite d'une chute. Lors des mondiaux, il se classe quatrième du contre-la-montre à trois secondes du troisième Filippo Ganna et à près de deux minutes du vainqueur Rohan Dennis.
En janvier 2020, il déclare forfait pour le Tour Down Under en raison d'un problème d'arythmie cardiaque.

### 2023-2024: DSM
En septembre 2022, DSM annonce le recrutement de Bevin qui s'engage de 2023 à 2025. Il décide d’arrêter sa carrière professionnelle à la fin de la saison 2024 alors qu’il lui reste un an de contrat avec son équipe.

## Palmarès sur route

### Par année
| - 2008 - 4e étape du Tour de Canterbury - 3e du Tour de Canterbury - 2009 - Champion d'Océanie sur route juniors - Cycle Challenge Taranaki - Classement général du Tour de Tanaraki - 4e et 7e étapes du Tour de Southland - Lake Taupo Cycle Challenge - 2e du championnat de Nouvelle-Zélande du critérium - 3e du championnat d'Océanie du contre-la-montre juniors - 2010 - 1re et 2e étapes du Tour de Vineyards - REV Classic - Grand Cycling Classic - 2011 - 1re étape du Hub Tour - 8e étape Tour de Southland - Tour de Vineyards : - Classement général - 1re étape - 2e du Tour de Southland - 2012 - McLane Pacific Classic : - Classement général - 1re et 3e étapes - 1re, 2e et 3e étapes de la Redlands Bicycle Classic - Tour de Nez - Tour d'Austin : - Classement général - 2e étape - Bucks County Classic - Round the Mountain Classic - 1re et 3e étapes du Tour de Southland - 2e du championnat de Nouvelle-Zélande sur route espoirs - 2e de la Redlands Bicycle Classic - 3e du championnat de Nouvelle-Zélande sur route - 2013 - Hub Tour : - Classement général - 1re et 3e étapes - Bruce Kent Memorial - Wanganui Grand Prix - Round the Mountain Classic - 2014 - REV Classic - 2e et 4e étapes de l'An Post Rás - National Capital Tour : - Classement général - 1re étape - Tour de Tasmanie : - Classement général - 4e et 5e étapes - Lake Taupo Cycle Challenge - Tour de Vineyards : - Classement général - 2e étape | - 2015 - Vainqueur du National Road Series - 4e étape du Herald Sun Tour - REV Classic - 2e étape du Tour de Taïwan - Adelaide Tour : - Classement général - 1re et 2e étapes - 4e étape de la Battle on the Border (contre-la-montre) - 4e étape du Tour de Corée - Tour of the Great South Coast : - Classement général - 7e et 8e étapes - Tour of the King Valley : - Classement général - 2e étape - 1re étape du National Capital Tour (contre-la-montre) - 2e du Herald Sun Tour - 2e de la Battle on the Border - 2e du Tour de Corée - 2e de l'UCI Oceania Tour - 3e du championnat de Nouvelle-Zélande du contre-la-montre - 4e du championnat d'Océanie du contre-la-montre - 2016 - Champion de Nouvelle-Zélande du contre-la-montre - 1re étape du Czech Cycling Tour (contre-la-montre par équipes) - 10e du Tour Down Under - 2018 - 1re étape de Tirreno-Adriatico (contre-la-montre par équipes) - 3e étape du Tour de France (contre-la-montre par équipes) - 3e du championnat du monde du contre-la-montre par équipes - 8e du championnat du monde du contre-la-montre - 2019 - Champion de Nouvelle-Zélande du contre-la-montre - 2e étape du Tour Down Under - 4e du championnat du monde du contre-la-montre - 2021 - 10e du contre-la-montre des Jeux olympiques - 2022 - Tour de Turquie : - Classement général - 7e étape - 3e étape du Tour de Romandie |  |

### Résultats sur les grands tours

#### Tour de France
3 participations
- 2017 : 114e
- 2018 : abandon (14e étape), vainqueur de la 3e étape (contre-la-montre par équipes)
- 2019 : non-partant (6e étape)

#### Tour d'Italie
1 participation
- 2021 : 48e

#### Tour d'Espagne
3 participations
- 2016 : abandon (11e étape)
- 2019 : non-partant (15e étape)
- 2022 : 75e

### Classements mondiaux
| Année                                 | 2012 | 2013 | 2014 | 2015 | 2016 | 2017 | 2018 | 2019 | 2020 | 2021 | 2022 |
| ------------------------------------- | ---- | ---- | ---- | ---- | ---- | ---- | ---- | ---- | ---- | ---- | ---- |
| UCI World Tour                        |      |      |      |      | 177e | 222e | 201e |      |      |      |      |
| Classement mondial                    |      |      |      |      | 315e | 510e | 206e | 175e | 877e | 464e | 248e |
| UCI Europe Tour                       | nc   | nc   | 428e | nc   | 478e | 525e | 285e |      |      |      |      |
| UCI Asia Tour                         | nc   | nc   | nc   | 7e   | nc   | nc   | nc   |      |      |      |      |
| UCI America Tour                      | 56e  | nc   | nc   | nc   | nc   | nc   | nc   |      |      |      |      |
| UCI Oceania Tour                      | 11e  | 33e  | nc   | 2e   | 29e  | nc   | nc   | 10e  | 46e  | 25e  | 20e  |
|                                       |      |      |      |      |      |      |      |      |      |      |      |
| Légende : nc = non classéSource : UCI |      |      |      |      |      |      |      |      |      |      |      |

## Palmarès sur piste

### Coupe du monde
- 2013-2014
  - 1er de l'américaine à Guadalajara (avec Thomas Scully)

### Championnats de Nouvelle-Zélande
- 2014
  -  Champion de Nouvelle-Zélande de course aux points
  - 2e de la poursuite
  - 3e du scratch